# شارلوت تيمبل

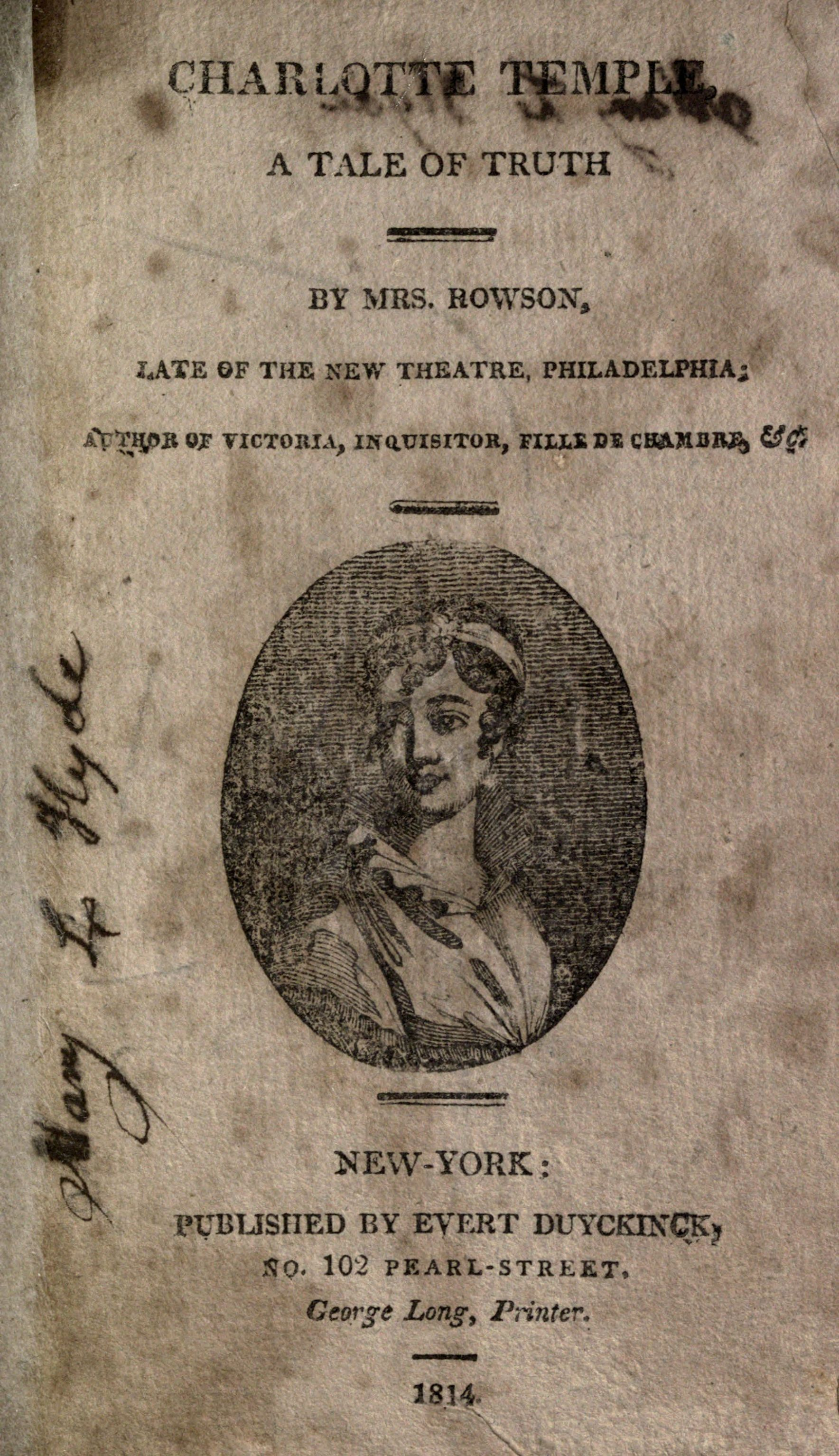
غلاف طبعة 1814 من الرواية

شارلوت تيمبل (بالإنجليزية: Charlotte Temple)‏ هي رواية وضعت من قبل سوسانا روسون. نُشرت في البداية في إنجلترا تحت عنوان شارلوت، حكاية عن حقيقة. وأول طبعة أمريكية نشرت في 1794، وبعدها طبع منها أكثر من 200 طبعة أمريكية، وأصبحت من أكثر الروايات مبيعاً وشعبية في الأدب الأمريكي حتى رواية هيريت ستاو «كوخ العم توم».
شارلوت تيمبل هو اسم الشخصية الرئيسية في الرواية، وتيمبل مستوحى من تكملة اسم المؤلفة.

## روابط خارجية
- شارلوت تيمبل على موقع الموسوعة البريطانية (الإنجليزية)